# أصبهان بن قرا يوسف
أصبهان بن قرا يوسف ويسمى أسپان، وأسبهان، واصفهان، وإسبند، واسفند، وذكر الغياثي في تاريخه انه كان معلول الصحة وعيناه قبل توليه بغداد اصيبتا بالرمد، كما انه مصاباً بمرض القولنج، وقد توفي في بغداد سنة (848ه‍/1445م) بمرض القولنج، ودفن داخل بغداد في قبة كان عملها لنفسه في حياته على شاطيء دجلة.
اختلفت النسخ في رسم إسمه ففي بعض المصادر يرد (إسپند) بالباء الفارسية التي تحتها ثلاث نقاط، وباخرى (إسفند) بالفاء، وفي التأريخ الفارسي المخطوط سماه (إسبان)، وجميع هذه الأسماء هي مسمى لشخص واحد.

## السيرة
كان والده السلطان قرا يوسف بن بيرم خوجا، أحد سلاطين دولة قراقويونلو التركمانية التي تعني (الخروف الأسود)، قال صاحب مجالس المؤمنين أنهم كانوا شيعة، وهذه الدولة ظهرت أيام إستيلاء تيمورلنك على قسم من شمال إيران سنة (782ه‍/1380م) فاستولت على أذربيجان والعراق العربي ما يقارب 66 سنة، وذلك من سنة (780ه‍/1378م) إلى سنة (848ه‍/1444م).
ولقرا يوسف ستة أولاد ببر بوداق خان، والأمير إسكندر، وميرزا جهانشاه، والأمير شاه محمد، والأمير اسبان اسبند، والأمير أبو سعيد، وبقي الأمير شاه محمد حاكماً في العراق مستقلاً مدة عشرين سنة وفي سنة (836ه‍)، أخذ اخوه اسبان اسبند منه بغداد، وهرب منها شاه محمد وبقي الأمير اسبان بعد إخراج شاه محمد حاكماً في بغداد ونواحيها اثنتي عشرة سنة، وانه في يوم الثلاثاء 28 ذي القعدة سنة (848ه‍/1445م) مات على فراشه.

## طريقة حكمه
عندما ملك أصبهان بن قرا يوسف بغداد من أخيه شاه محمد بن قرا يوسف، أساء السيرة، بحيث انه أخرج جميع أهل بغداد منها بعيالهم، بعد أن أخذ جميع أموالهم، من جليل وحقير، فتشتتوا بنسائهم وأولادهم في نواحي االأقطار، وبقي فيها حوالي ألف رجل من جنده لاغير، ولم يبق بها سوى ثلاثة افران للخبز فقط، ولم يبق بها سكان، ولا بيعة، ولا أسواق.فكان فعل أصبهان هذا أقبح من فعل أخيه شاه محمد، فان شاه محمد لما تنصر ومال إلى دين النصرانية، قتل العلماء وأباد الفقهاء والصلحاء لا غير، وترك مَن دونهم. وأصبهان تجاوز فعل شاه محمد من انه أخرج جميع أهل بغداد، وكان غرضه أن يخرب بغداد، حتى لا يبقى لأخيه إسكندر ولا غيره طمع فيها، حتى صارت بغداد خراباً يباباً لا يأويها إلا البوم. وإنه أخرب أيضاً الموصل، حتى صارت أكثر واعظم خراباً من بغداد، وسلب ممتلكات اهلها وأمر بهم فأُخرجوا منها وتمزقوا في البلاد، واستولت عليها الغربان، فصارت الموصل منزلة من منازل العرب، بعد ان كانت تضاهي دار السلام. وان اصبهان أخذ أموال أهل المشهد وأزال نعمهم، وتشتتوا في البلاد.اما الحلة فقد تعرضت للمجاعة والموت بفعل حصار (اسبان) لها سنة (835ه‍/1432م) فوقع الجوع فيهم حتى أكلوا الكلاب والسنانير (القطط) وبلغ تغار (طغار) الحنطة اذ خبز ان ذاك باثني عشر ألف دينار، ونفذت الدواب والحمير حتى كاد الناس يأكلون بعضهم بعضاً.
كما ان عربستان خضعت لدولة الخروف الأسود عام (1412م) حيث تمكن (الميرزا أسبان) دخول مدينة الحويزة وفرض على أهلها الضرائب الباهضة التي لم تترك عندهم شيء من مال أو متاع. وجاء في تاريخ الغياثي،
عندما حل الوباء العام على بغداد سنة (841 ه/1436م) خرج اصبهان (أسبان) بعساكره إلى بند قريش وهو موضع ملتقى مياه نهر ديالى مع دجلة فوصله ثم رحل منه، ونزل مكانا آخر، وبقي على هذا الحال يتجول إلى أن انقطع الوباء، ثم رجع إلى بند قريش.
كما جاء ايضاً، انه بعد سنة (842ه‍/1438م) رجع (اسبان بن قرا يوسف التركماني) من اربل إلى بغداد، وكان قد ظهر المشعشع وأخذ الجزائر، وكان أكابر  الحويزة قد جاءوا إلى أسبان بمفاتيح الحويزة قائلين: ليجيء يملكها ويخلصنا من [المشعشع] الكافر. فتوجه (اسبان) إلى الغراف وفيها غلة عظيمة فأكلوها، وكان المشعشعون قد بنو قلعة بندوان على فم المجنبية، ونقل (اسبان) الغلة على كل فارس حمل، فادخلوها القلعة، بعد ان سيطر عليها، وترك الأمير محمد شي لله، والأمير الحاج مبارك بتلك القلعة، وتوجه إلى واسط ومن واسط إلى بغداد. فسار المشعشع إلى قلعة بندوان وحاصرها ولكن خرج عليه الحاج مبارك بثلاثمائة فارس فقتل منهم مقتلة عظيمة فانكسروا وراحوا إلى الجزائر. ويقول صاحب كتاب النجوم الزاهرة في ملوك مصر والقاهرة، لا أعلم في طوائف التركمان ولا في أوباش عساكر جغتاي، ولا في جهال التتار، أوحش سريرة، ولا أقبح طريقة، ولا أسوأ سيرة، ولا اضعف ديناً، ولا أعدم مروءة، ولا أقل نخوة، ولا أبشع خبر من هؤلاء الزنادقة الكفرة أولاد قرا يوسف. اما تقي الدين المقريزي فعدهم شر عصابة سلطت على الناس بذنوبهم.